# トライアングル (雑誌)
月刊タウン情報トライアングル（げっかんタウンじょうほう トライアングル）とは、株式会社ふじたプリント社が発行する、山口県の観光、グルメ、イベント、映画、音楽等の情報発信雑誌（月刊）。
愛称は「トライアングル」。

## 概要
発行元の株式会社ふじたプリント社は1958年に山口県徳山市（現・周南市）で文房具店として創業した会社で、1974年に法人化し、1983年に前身となる「月刊タウン情報とくやま」を創刊。県域のタウン情報誌が創刊・廃刊となる中で、対象エリアを徐々に拡大し、現在では山口県内全域を情報の対象としている。
カラーAB版で山口県内全域に35,000部（公称）を発行。2018年からは公式Webマガジンも発行している。
ふじたプリント社の本社とは別に編集室「プランニングルーム トライアングル」を構えている。メインキャラクターは、トラちゃんとトラ子。

## 構成
- レジャー・観光 - 山口県内のレジャー・観光案内
- グルメ - 山口県内の食べ物案内
- その他 - 定期連載コーナー

## 読者投稿コーナー
- OSHABERI PARK
- FREE TALK PARK
- トラ子 トーク！トーク！
- 読者の声
- ESSAY &POEM